# Ixodes diversifossus
Ixodes diversifossus är en fästingart som beskrevs av Neumann 1899. Ixodes diversifossus ingår i släktet Ixodes och familjen hårda fästingar. Inga underarter finns listade i Catalogue of Life.